# 8121 Altdorfer
8121 Altdorfer eller 2572 P-L är en asteroid i huvudbältet som upptäcktes den 24 september 1960 av den nederländsk-amerikanske astronomen Tom Gehrels och det nederländska astronomparet Ingrid van Houten-Groeneveld och Cornelis Johannes van Houten vid Palomarobservatoriet. Den är uppkallad efter den tyske konstnären Albrecht Altdorfer.
Asteroiden har en diameter på ungefär 2 kilometer.